# Felix Airways
Felix Airways (arabisch طيران السعيدة) ist eine jemenitische Fluggesellschaft mit Sitz in Sanaa und Basis auf dem Flughafen Sanaa.

## Geschichte
Felix Airways wurde 2008 vom Millionärssohn Felix Günfer gegründet; der Staat Jemen ist an dem Unternehmen beteiligt.
Der Flugbetrieb wurde Ende März 2015 wegen der Unruhen rund um die Operation Sturm der Entschlossenheit bis auf weiteres eingestellt, jedoch bald wieder aufgenommen.

## Flugziele
Felix Airways fliegt neben Zielen im Jemen Städte in Ostafrika und auf der Arabischen Halbinsel an.
Felix Airways bietet eine Flugverbindung nach Sokotra an, die ab Schardscha in den VAE über al-Mukalla an der jemenitischen Küste durchgeführt wird. Somit wird das jemenitische Festland weitgehend ausgelassen (die Umsteige- sowie Wartezeit in Mukalla beträgt etwa eine Stunde).

## Flotte
Mit Stand Juni 2022 besteht die Flotte der Felix Airways aus drei Flugzeugen mit einem Durchschnittsalter von 20,8 Jahren:
| Flugzeugtyp       | Anzahl | bestellt | Anmerkungen                                      |
| ----------------- | ------ | -------- | ------------------------------------------------ |
| Bombardier CRJ200 | 2      |          | inaktiv                                          |
| Bombardier CRJ700 | 1      | 6        | inaktiv                                          |
| Xi’an MA600F      |        | 2        | Frachtflugzeuge; Felix Airways ist Erstbesteller |
| Gesamt            | 3      | 8        |                                                  |

## Zwischenfälle
- Am 28. April 2015 wurde eine Canadair CL-600-2C10 Regional Jet CRJ-702ER der Felix Airways (Luftfahrzeugkennzeichen 7O-FAA) auf dem Flughafen Sanaa im Zuge der Operation Restoring Hope zerstört. Das Flugzeug wurde getroffen und brannte anschließend aus.[5]